# Classica-Klasse
Die Classica-Klasse (auch als Euro-Luxe-Klasse bezeichnet) war eine Baureihe von zwei zwischen 1991 und 1993 fertiggestellten Kreuzfahrtschiffen, die für die italienische Reederei Costa Crociere bei Fincantieri in Monfalcone in Auftrag gegeben wurden. Das Typschiff Costa Classica war bei seiner Ablieferung die größte bis dahin für Costa Crociere gebaute Einheit und gemeinsam mit der Costa Romantica bis zur Einführung der Costa Victoria das Flaggschiff der Reederei. Nach Umbauarbeiten erhielten die Schiffe 2014 bzw. 2012 die neuen Namen Costa neoClassica und Costa neoRomantica (welche zudem zusätzliche Aufbauten bekam). Die Costa neoClassica wurde bereits 2018 verkauft und fährt seit 2022 als Margaritaville at Sea Paradise, die Costa neoRomantica wurde 2020 im Zuge der COVID-19-Pandemie an Celestyal Cruises verkauft, dort aber nie eingesetzt und 2021 in Gadani abgewrackt.

## Entstehung und Bau
Die Classica-Klasse wurde im Juli 1987 in Auftrag gegeben, nachdem die Reederei Costa Crociere seit der Eugenio C. im Jahr 1966 keinen Neubau mehr in Dienst gestellt hatte und zu diesem Zeitpunkt über eine größtenteils schon recht betagte Flotte verfügte. Einzig die aus ehemaligen Containerschiffen umgebauten Costa Marina und Costa Allegra waren moderner, wenn auch weitaus kleiner als die Neubauten der Konkurrenz. 
Die jeweils etwa 287 Millionen (nach anderen Angaben 325 Millionen) US-Dollar teuren Schwesterschiffe Costa Classica und Costa Romantica wurden vom renommierten Architekten Vittorio Gregotti entworfen, an der Innenausstattung und den an Bord verbauten Kunstwerken arbeiteten ebenfalls namreiche Künstler wie Arnaldo Pomodoro.
Den Auftrag zum Bau der Classica-Klasse erhielt Fincantieri in Monfalcone, das Typschiff Costa Classica wurde am 2. Februar 1991 ausgedockt und nach im Juni 1991 beginnenden Probefahrten im Dezember 1991 an Costa Crociere abgeliefert. Das optisch und in seinen Abmessungen fast identische, aber geringfügig größere Schwesterschiff Costa Romantica folgte knapp zwei Jahre später im September 1993.
Neben dem Namen Classica-Klasse wurden die Costa Classica und Costa Romantica insbesondere zu Beginn ihrer Dienstzeit häufiger auch als Schiffe vom Typ Euro-Lux oder Eurolux bezeichnet. Der zuerst von Costa Crociere angedachte Name Euro-Klasse scheiterte durch den Protest der Scandinavian Airlines, die so bereits ihre Business-Class auf Transatlantikflügen bezeichneten.

## Dienstzeit

### Costa Crociere

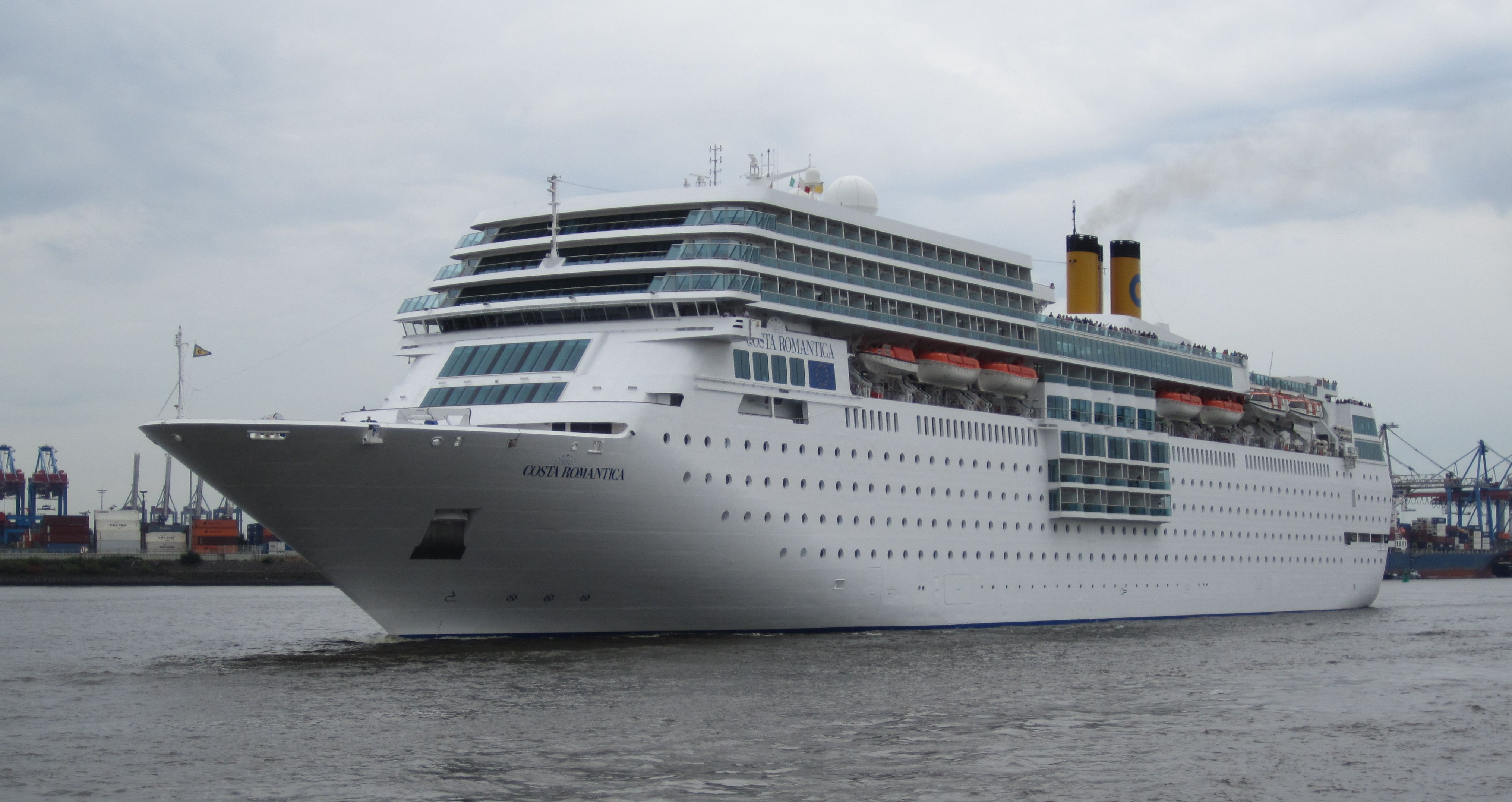
Die Costa neoRomantica nach ihrem Umbau

Die beiden Schiffe standen zunächst in der Karibik sowie in europäischen Gewässern im Einsatz und wurden auch vermehrt auf dem US-amerikanischen Markt beworben, befuhren aber im Verlauf ihrer Dienstzeit bei Costa weltweit verschiedene Kreuzfahrtrouten. Im November 2000 sollte die Costa Classica bei Cammell Laird auf über 265 Meter verlängert werden, was sie stark von ihrem Schwesterschiff unterschieden hätte. Trotz des bereits im Bau befindlichen (und später wieder abgewrackten) Zwischenstücks wurde dieser Umbau jedoch kurzfristig verworfen.
Von November 2011 bis Februar 2012 erhielt die Costa Romantica zusätzliche Aufbauten und Balkonkabinen, wodurch sie optisch nun stark von der Costa Classica abwich. Im Rahmen dieser Umbauarbeiten erhielt das Schiff auch den neuen Namen Costa neoRomantica. Auch die Costa Classica erhielt nach Modernisierungsarbeiten im Dezember 2014 als Costa neoClassica diesen Namenszusatz, behielt jedoch ihr altes Aussehen ohne äußere Umbauten bei.
Die Dienstzeit der Costa neoClassica bei Costa Crociere endete im März 2018 nach gut 26 Jahren. Ihr umgerüstetes Schwesterschiff Costa neoRomantica blieb noch weitere zwei Jahre für die Reederei im Einsatz und wurde erst nach Ausbruch der COVID-19-Pandemie im Frühjahr 2020 ausgemustert.

### Spätere Dienstzeit und Verbleib
Die ehemalige Costa neoClassica fuhr ab April 2018 zunächst als Grand Classica für die Bahamas Paradise Cruise Line. Nach einem kurzen Einsatz als Hotelschiff nach Hurrikan Ida im Herbst 2021 wird es seit Frühjahr 2022 von Margaritaville Resorts & Hotels als Margaritaville at Sea Paradise eingesetzt.
Die Costa neoRomantica fand nach ihrer Ausmusterung bei Costa Crociere im Frühjahr 2020 zunächst mit der in Zypern ansässigen Reederei Celestyal Cruises ebenfalls einen neuen Betreiber und erhielt als deren bis dato größte Einheit den Namen Celestyal Experience. Aus nicht näher bekannten Gründen kam das Schiff jedoch nicht mehr in Fahrt, sondern wurde stattdessen im September 2021 abermals verkauft. Im Dezember 2021 traf es zum Abbruch im pakistanischen Gadani ein.

## Ausstattung
Die öffentlichen Räumlichkeiten der Classica-Klasse waren mit einer Vielzahl von Kunstwerken ausgestattet. Neben einem 720 Sitze umfassenden Speisesaal verfügten beide Schiffe über einen Showroom mit Platz für über 600 Gäste, ein Casino, ein Fitnesscenter sowie mehrere Lounges und Bars. Als Hauptzielgruppe der Classica-Klasse wurden Passagiere im Alter zwischen 45 und 50 Jahren angegeben.
Das wohl markanteste Merkmal der zwei Einheiten war das am Bug auf dem obersten Deck gelegene, runde Galileo Club and Observatory (auch als Lisbon-Deck bezeichnet) mit einem Panoramaausblick um das gesamte Schiff herum. Die Costa Classica behielt dieses Deck auch nach ihrer Umbenennung im Jahr 2014 und dem Verkauf 2018, bei der Costa Romantica wurde es 2012 entfernt und durch zusätzliche Aufbauten ersetzt.

## Einheiten der Klasse
| Costa Classica  | 5877 | 8716502 | 2. Februar 1991 7. Dezember 1991     | 52.926 BRZ | 2014 nach Umbau Costa neoClassica, 2018 an Bahamas Paradise Cruise Line, seit 2022 als Margaritaville at Sea Paradise für Margaritaville Resorts & Hotels im Einsatz |
| Costa Romantica | 5899 | 8821046 | 28. November 1992 22. September 1993 | 53.700 BRZ | 2012 nach Umbau Costa neoRomantica, 2020 an Celestyal Cruises, 2021 in Gadani abgewrackt                                                                             |